# 古賀健一
古賀 健一（こが けんいち、1983年12月7日 - ）は、福岡県出身のレコーディング・エンジニア。日本音楽スタジオ協会、日本オーディオ協会の個人正会員。

## 来歴
- 2005年：青葉台スタジオに入社。
- 2012年：ライブレコーディング事業を個人で開始。
- 2013年：青葉台スタジオとエンジニア契約。
- 2014年：独立。プライベート・スタジオをOpen。
- 2019年：Xylomania Studio LLC,を設立。
- 2020年：Dolby Atmos 対応スタジオに改修。
- 2021年：VGP2021 Summer 企画賞受賞。 ( Blu-ray『Universe＋Official髭男dism ONLINE LIVE2020～Arena Travelers～』)

- 2021年：第27回 日本プロ音楽録音賞 Immersive部門 『僕らのミニコンサート』で優秀賞受賞。
- 2022年：第28回 日本プロ音楽録音賞 Immersive部門 『Kenta Dedachi「Jasmine」』で最優秀賞受賞。
- 2022年：第28回 日本プロ音楽録音賞 Xylomania Studio でスタジオ賞受賞。
- 2023年：第46回 日本アカデミー賞 映画『月の満ち欠け 』にて、FUKUSHIGE MARIが優秀音楽賞を受賞。美濃隆章と篠原麻梨と共に、劇伴の録音と5.1chサラウンドミックスを担当。
- 2023年：Xylomania Studio 2st をオープン。PMC11.2.6.4と8kプロジェクター&120inchサウンドスクリーンを導入した、Dolby Atmos & 360 Reality Audio対応の最新鋭のレンタルスタジオ。

## インタビュー・連載
- サウンド&レコーディング・マガジン 連載 「DIYで造るイマーシブ・スタジオ」
- サウンド&レコーディング・マガジン インタビュー 「スタジオグリーンバードの響きを遺す」
- Dolby Atmos インタビュー 「Dolby Atmos Music Creator's Summit」
- PHILE WEB インタビュー 「サウンドエンジニア×デノンサウンドマスター“作り手”同士が語るイマーシブサラウンドの未来」
- Stereo Sound ONLINE インタビュー 「帝国劇場の響きを再現した、没入できる『モーツァルト！』だ」
- 日本オーディオ協会  インタビュー 「イマーシブオーディオ制作現場最前線」
- Avid インタビュー 「レコーディング・エンジニア 古賀健一氏が語る、Pro Toolsを使った“音楽のイマーシブ・ミックス”」
- オタリテック インタビュー 「Xylomania Studio様 PMCのスピーカーを導入」
- DENON インタビュー 「レコーディングエンジニア古賀健一氏インタビュー 「Xylomania Studio新スタジオにAVC-A1Hを導入」」
- ROCK ON PRO インタビュー 「Xylomania Studio「Studio 2」 /  11.2.6.4イマーシブによる”空間の再現”」